# Tracee Ellis Ross

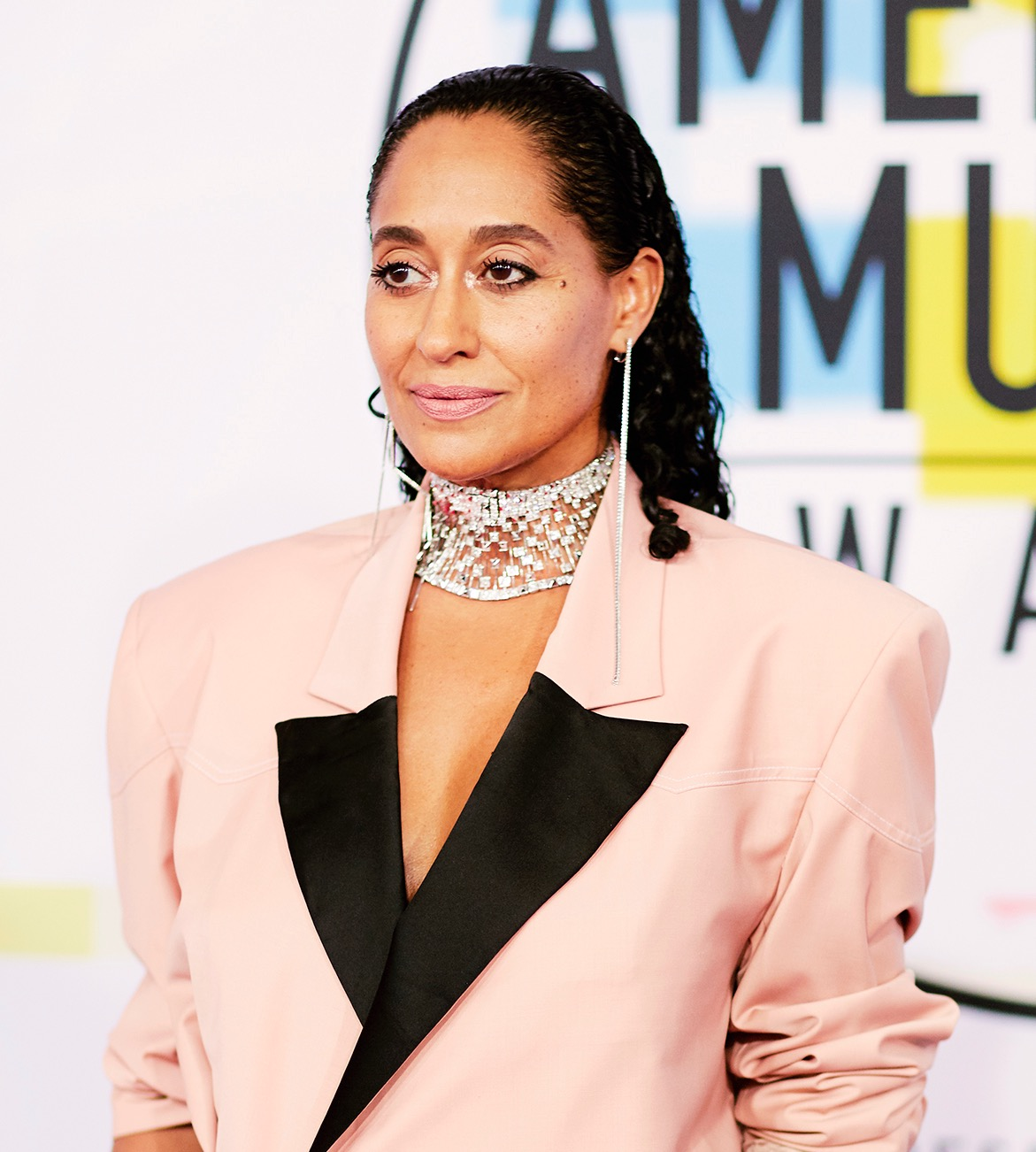
Tracee Ellis Ross 2018.

Tracee Ellis Ross, född Tracee Joy Silberstein den 29 oktober 1972 i Los Angeles, är en amerikansk skådespelare, sångare, programledare, producent och regissör.
Hon är dotter till sångerskan Diana Ross och affärsmannen Robert Ellis Silberstein.
Ross har sedan 2014 spelat rollen som Dr. Rainbow "Bow" Johnson i humorserien Black-ish. Vid Golden Globe-galan 2017 vann hon pris för sin roll i serien. År 2019 skapade hon en spin-off av Black-ish med titeln Mixed-ish.

## Filmografi i urval
- 2000 – Hanging Up
- 2000–2008 – Girlfriends (TV-serie)
- 2006 – I-See-You.Com
- 2011 – Reed Between the Lines (TV-serie)
- 2011 – CSI: Crime Scene Investigation (TV-serie)
- 2014–2020 – Black-ish (TV-serie)
- 2020 – The high note